# Seznam hraničních přechodů Česka
Seznam hraničních přechodů Česka uvádí přehled hraničních přechodů České republiky.
Od 21. prosince 2007, kdy Česko plně přistoupilo k Schengenské dohodě, může být státní hranice překročena po celé délce (kromě např. národních parků, kde je v některých zónách zakázán pohyb osob mimo značené cesty), neboť všechny státy hraničící s Českou republikou jsou rovněž signatáři této dohody. Až do roku 2016 však pozemní hraniční přechody na státních hranicích republiky nadále zůstávaly uvedeny v zákoně o ochraně státních hranic České republiky a Ministerstvo vnitra České republiky vydávalo jejich seznam s rozsahem jejich provozu, a to v souladu s platnými mezinárodními smlouvami o hraničních přechodech a dalších místech pro překračování státních hranic, které mohly být aplikovány v případě dočasného znovuzavedení ochrany vnitřních hranic (tedy státních hranic České republiky). Novým zákonem o ochraně státních hranic České republiky z roku 2016 byly hraniční přechody omezeny na mezinárodní letiště, které jsou určeny pro překračování vnějších hranic (mimo schengenský prostor). Bývalé pozemní hraniční přechody byly označeny jako přeshraniční propojení.

## Hraniční přechody

### Civilní mezinárodní letiště
Veřejná
- Letiště Brno-Tuřany
- Letiště Karlovy Vary
- Letiště Mnichovo Hradiště
- Letiště Ostrava-Mošnov
- Letiště Pardubice
- Letiště Praha-Ruzyně

Neveřejná
- Letiště Benešov
- Letiště České Budějovice
- Letiště Havlíčkův Brod
- Letiště Hradec Králové
- Letiště Chomutov
- Letiště Kunovice
- Letiště Letňany
- Letiště Liberec
- Letiště Plzeň-Líně
- Letiště Praha-Vodochody
- Letiště Přerov
- Letiště Roudnice
- Letiště Vysoké Mýto

### Vojenská mezinárodní letiště
- Letiště Čáslav
- Letiště Kbely
- Letiště Náměšť